# Telmatobufo venustus
A Telmatobufo venustus a kétéltűek (Amphibia) osztályába, a békák (Anura) rendjébe és a Calyptocephalellidae családjába tartozó faj.

## Előfordulása
A faj Chile endemikus faja, a Maule régióban és a Bío-Bío régióban, az Andok nyugati lejtőin honos 1500–1700 m magasságon. Természetes élőhelyei a hegyi patakok, mérsékelt övi Nothofagus erdőkben, ahol kövek alatt figyelték meg őket. Az egyetlen stabil populációja az Altos de Lircay természetvédelmi területen található a Maule régióban. A Bío-Bío régióban található két másik területen, ahol a típuspéldányokat is megtalálták, 2014 óta (Chillan) illetve 1981 óta (Ralco) nem figyelték meg. Élőhelyének elvesztése fenyegeti, részben erdőtüzek, részben idegen fafajok (fenyő, eukaliptusz) betelepítése, valamint a Ralcóban épített vízerőmű miatt. Altos de Lircay-ban a pisztrángok is fenyegetést jelentenek a fajra.